# Mozgawa (rzeka)
Mozgawa – rzeka, prawostronny dopływ Mierzawy o długości 14,82 km. 
Rzeka w całości znajduje się na terenie gminy Wodzisław i posiada dopływ Mozgawkę. W dolinie Mozgawy w Wodzisławiu i Mieronicach znajdują się sztuczne zbiorniki wodne w formie stawów. Dopływ Mozgawka zasila swoimi wodami zbiornik retencyjny gminy Wodzisław, następnie na wysokości wałów zbiornika łączy z Mozgawą.